# Batman: Długie Halloween
Batman: Długie Halloween (org. Batman: The Long Halloween) – amerykańska powieść graficzna, napisana przez Jepha Loeba i narysowana przez Tima Sale'a. Została ona opublikowana w roku 1996, w Polsce została wydana w 2013 roku w wydaniu zbiorczym przez Mucha Comics oraz podzielona na dwie części, w ramach Wielkiej Kolekcji Komiksów DC Comics Eaglemoss.

## Fabuła
W Gotham City zaczyna grasować tajemniczy morderca zwany Holiday, zabijający jedynie w święta ludzi w jakiś sposób powiązany z mafią Carmine Falcone. Batman, wraz z pomocą kapitana policji Jima Gordona oraz prokuratora okręgowego Harveya Denta próbuje złapać nieuchwytnego mordercę.